# Hakka (langue)
Cet article concerne la langue hakka. Pour le groupe ethnique qui la parle nativement, voir Hakkas.
Ne doit pas être confondu avec Akha (langue).
Le hakka ou kejia (chinois simplifié : 客家话 ; chinois traditionnel : 客家話 ; pinyin : kè jiā huà ; litt. « langue hakka »), est une langue chinoise parlée principalement dans le sud de la Chine et à Taïwan par un sous-groupe de Chinois Han appelés Hakkas  ou « familles visiteuses ». Il en existe plusieurs dialectes ; celui de la xian de Mei, traduit en dialecte de Meixian, au sein de la ville-préfecture de Meizhou (梅縣, Moi-yan en hakka), située dans le nord du Guangdong, est souvent présenté comme référence. 

## Présentation
Bien qu'il ait la même origine, le hakka n'est pas mutuellement intelligible avec le mandarin, le cantonais, le minnan, ainsi que la plupart des dialectes importants de la langue chinoise.
La langue hakka est également nommée kejiahua : 客家话 / s=客家話, kè jiā huà) abrégé en kejia (客家) (hakka dans le sens général), le nom de la langue en mandarin.
En occident, la méthode Pha̍k-fa-sṳ est utilisée pour la translittération de cette langue, c'est une méthode créée par les missionnaires de l'église presbytérienne au XIXe siècle.

## Étymologie
Le nom du peuple Hakka, les principaux locuteurs natifs du hakka, signifie littéralement « familles visiteuses » ou « peuple visiteur ». Hak 客 (mandarin : kè) veut dire « visiteur » et ka 家 (mandarin: jiā) veut dire « famille ».

## Répartition des locuteurs dans le monde
|                                                                               | Nombre de locuteurs | Part de la population locale | Année de recensement |
| ----------------------------------------------------------------------------- | ------------------- | ---------------------------- | -------------------- |
| Monde                                                                         | 33 000 000          | ?                            | 1999                 |
| Brunei                                                                        | 3 000               | 5,94 %                       | 1989                 |
| Guyane française                                                              | 5 000               | ?                            | ?                    |
| Indonésie (Java, Bali mais aussi Bornéo, Sumatra et les îles Bangka Belitung) | 640 000             | ?                            | ?                    |
| Malaisie                                                                      | 985 635             | ?                            | 1980                 |
| Panama                                                                        | 6 000               | ?                            | 1981                 |
| Polynésie française                                                           | 19 200              | 2 %                          | 1987                 |
| Chine                                                                         | 25 725 000          | 2,5 %                        | 1984                 |
| Singapour                                                                     | 69 000              | 2,9 %                        | 1993                 |
| Suriname                                                                      | 6 000               | ?                            | ?                    |
| Taïwan                                                                        | 2 366 000           | 11 %                         | 1993                 |
| Thaïlande                                                                     | 58 800              | ?                            | 1984                 |